# Luigi Fabris
Luigi Fabris (Bassano del Grappa, 23 agosto 1883 – Bassano del Grappa, 19 maggio 1952) è stato uno scultore e ceramista italiano.

## Biografia
Fabris si formò presso il Regio Istituto di Belle Arti di Venezia tra il 1905 e il 1906, sotto la guida di Antonio Dal Zotto, col quale in seguito collaborò alla statua di Carlo Goldoni in campo San Bartolomeo a Venezia. Il modello della statua fu poi donato da Dal Zotto alla città natale dell'allievo, come prova di stima. Ottenne nel Secondo Corso Speciale di Scultura il massimo dei voti e la lode in "Modellazione del nudo" e ricevette, quale migliore allievo, un premio in denaro.
Nel 1912, dopo un periodo di insegnamento a Ponte di Legno, rientrò a Bassano per insegnare nella Scuola di Disegno e rilevò la Premiata Fabbrica Maioliche Artistiche del Prof. Raffaele Passarin, elaborando i suoi primi modellini di ceramica. Inoltre, tra il 1913 e il 1916, ideò e realizzò il rivestimento in ceramica della facciata del Grand Hotel Ausonia & Hungaria del Lido di Venezia, giudicata una delle più importanti testimonianze dello stile liberty in Europa. e recentemente oggetto di attenti studi e un delicato restauro.
"…si tratta di un esempio, come ce ne sono tanti nell'Italia di questi anni, di applicazioni di gustose ceramiche all'architettura, del prevaricare delle decorazioni sulla struttura, di un gusto ibrido che affianca spunti floreali a floride figure femminili: tuttavia la qualità del disegno e della esecuzione delle piastrelle che adornano l'Hotel Hungaria è davvero notevole."
Nel 1916, a causa di un bombardamento aereo che colpì Bassano durante la prima guerra mondiale, decise di trasferirsi a Milano. Nel 1918, un amico architetto lo aiutò ad aprire in via Lanzone uno studio d'arte, dove si dedicò alla realizzazione di grandi sculture in bronzo e alla produzione di terraglie, anche grazie alla collaborazione di alcuni operai bassanesi che lo seguirono.
Al termine del conflitto, quando il suo nome iniziava a essere piuttosto affermato, realizzò il Monumento al Caduto dell'Aeronautica Emilio Ferruccio Lucchetti nel Cimitero monumentale di Milano.
Nel 1920, il Comune di Bassano gli commissionò la scultura La Musa scrivente, dedicata allo scrittore Giovanni Vaccari (morto l'anno precedente) e attualmente collocata ai Giardini Parolini di Bassano. Nel 1920 vinse a Genova il primo premio al Concorso di scultura, con l'opera in bronzo La Samaritana, attualmente in una collezione privata a Genova. Nel 1922, scolpì in altorilievo un monumento commissionato dalle Province venete per l'Opera Bonomelli di Bergamo, attualmente presso l'Opera Cardinal Ferrari di Milano. Nel 1924, realizzò la scultura in bronzo della Dea Igea nell'Albergo diurno Venezia a Milano, posta all'ingresso delle Terme.
Nell'ambiente milanese, Fabris maturò la decisione di sperimentare la produzione di porcellana. Le prove per la composizione delle materie prime e per le cotture ad alta temperatura vennero superate grazie alla collaborazione del fratello di Raffaele Passarin, ingegnere nei laboratori della Ercole Marelli. Ottenuti i risultati desiderati, Fabris fondò una fabbrica di Porcellane Artistiche in corso Indipendenza 7 a Milano. Disegnò il marchio dell'Ancora rossa e il monogramma del nome per tutelare le proprie opere e sfornò in pochi anni un'ampia varietà di modelli, anche di grandi dimensioni, cosa rischiosa e inusuale per la porcellana.
Nel 1923 la Manifattura Italiana Porcellane Artistiche Fabris Milano è presente alla prima Fiera Campionaria di Milano. I soggetti proposti da Fabris ottengono un grande successo e il suo laboratorio viene visitato da personalità della cultura, del teatro, del cinema e della politica. Gabriele D'Annunzio gli commissiona alcuni pezzi per il Vittoriale; altri clienti illustri sono Ettore Petrolini e Cesare Baseggio. Nel 1927 la manifattura Fabris e la Richard-Ginori sono le uniche produttrici di porcellana a comparire con foto di numerosi pezzi nella Enciclopedia delle Moderne Arti Decorative Italiane, nel terzo volume dedicato alle arti del fuoco.
Come altri artisti dell'epoca (Arturo Martini, Bortolo Sacchi, Guido Cacciapuoti), Fabris crede nel multiplo d'arte, piccola scultura da riprodurre in serie limitata con la collaborazione tra l'artista e il laboratorio artigiano. Grazie al suo carattere, ha saputo circondarsi di validi collaboratori. che hanno tenuto alta la qualità della produzione: formatori, ritoccatori, fioraie, merlettaie, pittori, doratori.
Nel 1929 partecipò alla Fiera di Lipsia dove ottiene una notorietà internazionale. Negli anni Venti viene eletto Capo Comunità per la Ceramica della Lombardia e nominato membro dell'Istituto Fascista Sperimentale della Ceramica. Le porcellane Fabris vengono esportate in tutto il mondo. Esegue il ritratto in porcellana della principessa Maria José del Belgio, in occasione delle nozze con Umberto di Savoia. Nel 1935 esegue, su richiesta, un bozzetto di Benito Mussolini a cavallo, per un monumento equestre che doveva essere collocato in piazza Venezia a Roma; ma il monumento viene censurato perché calpestava le rovine di Roma..
Nel 1940 eseguì il monumento della Madonna per la tomba per la famiglia Gaviraghi al Cimitero Monumentale di Milano.
Nel 1942 i bombardamenti inglesi colpiscono la fabbrica Fabris, ma si salva la stamperia. Luigi Fabris con la famiglia ritorna a Bassano del Grappa. Nel 1943 la stamperia delle porcellane ritorna a Bassano, con i lavoranti trasferiti da Milano, nella nuova sede di via Torino 10. Luigi Fabris non ha mai smesso di creare nuovi modelli, aiutato dai figli Augusto, detto Uti, che si occupa della direzione, e Gianantonio, detto Toni, che si occupa della scultura, e dalla nuora Vittoria per la pittura.
I critici dell'epoca lo hanno definito "un artista che lavora e tace" (Parenti, 1927) e "poeta perché ha saputo trasfondere la poesia e la passione che l'animano nelle fredde sembianze delle sue creature" (Della Chiesa, 1928); Gabriele d'Annunzio: "ottimo artefice".
Alessandra Mottola Molfino riferisce che nel periodo fra le due guerre "sue statuine policrome in stile neorococò sono pubblicate da A. Minghetti e appaiono frequentemente alle mostre specialistiche" (cfr anche G. Rasi, La lavorazione delle porcellane artistiche, in Milano, 1938, n. 1).

## Opere
L'elenco completo delle opere è contenuto nel libro Luigi Fabris 1883/1952, con testi di Mario Guderzo e Nadir Stringa, Plasmare l'Armonia, Sculture, Dipinti, Porcellane, Catalogo della mostra allestita a Bassano del Grappa, Comune di Bassano del Grappa, 2006.

### Monumenti principali
- Monumenti a Giovanni Vaccari, 1920, bronzo, cm 80 x 70 x 70, Bassano del Grappa, Giardini Parolini
- Monumento al Caduto dell'aeronautica nella prima guerra mondiale Emilio Ferruccio Lucchetti, 1922, Bronzo, cm 180 x 85 x 40, cappella Lucchetti, cimitero di Camisano (CR), fino al 2003 a Milano, Cimitero Monumentale, rip. 16, n. 82
- Dea Igea, 1924, bronzo, Milano, Albergo diurno Venezia di piazza Oberdan
- Madonna, 1940, bronzo
- Madonna per la tomba della famiglia Gaviraghi, bronzo, Milano, Cimitero Monumentale, rip. 14, n. 196-198
- Monumento per l'Opera Bonomelli, 1922, bronzo, cm 135 x 210, Milano, presso Opera Cardinal Ferrari, via Boeri 3

### Porcellane
Fabris ha disegnato e prodotto 24 porcellane Biscuit e un centinaio di porcellane policrome il cui elenco dettagliato è contenuto nel catalogo della mostra citato.
Si segnala in particolare:
- Vittoria alata, Frate incappucciato  (chiamato dall'artista Crisalide), Cavallo greco, Libro farfalla, L'ultima suonata, Nudino con maschera, Portacenere con nudo, Nudo di donna con lampada, Busto di Eleonora Duse, Elefanti ed animali feroci commissionate all'autore nel 1926 da Gabriele D'Annunzio per la sua villa di Cargnacco a Gardone, sul lago di Garda, denominata poi Vittoriale degli Italiani e donata allo Stato nel 1930
- Maria José. Modello eseguito nel 1930 in occasione del matrimonio della principessa belga con Umberto di Savoia
- Le ceramiche della facciata dell'Hotel Hungaria al Lido di Venezia.

## Galleria d'immagini

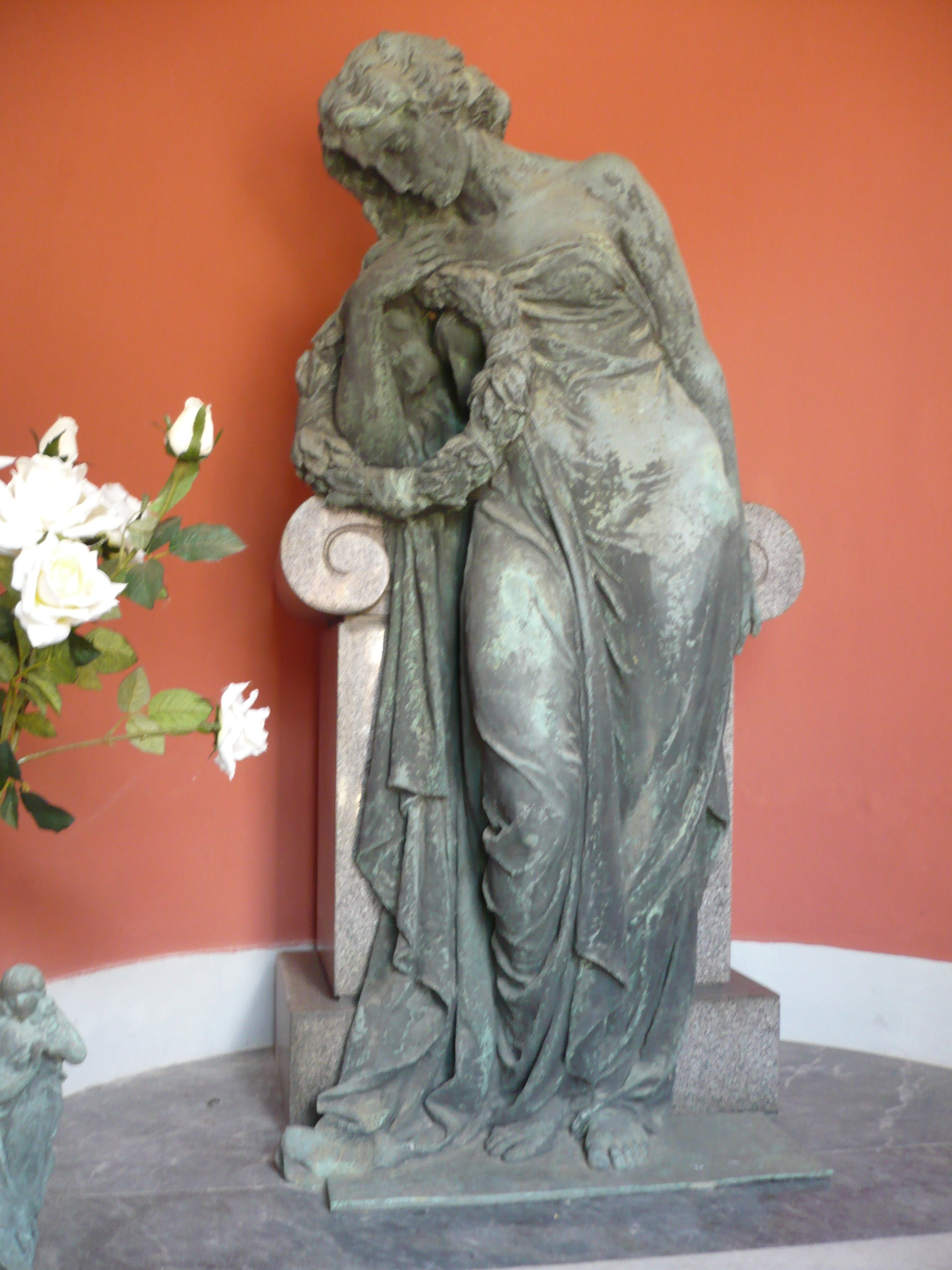
Monumento al Caduto dell'aeronautica Emilio Ferruccio Lucchetti, ora nella cappella Lucchetti, cimitero di Camisano (CR), 1922
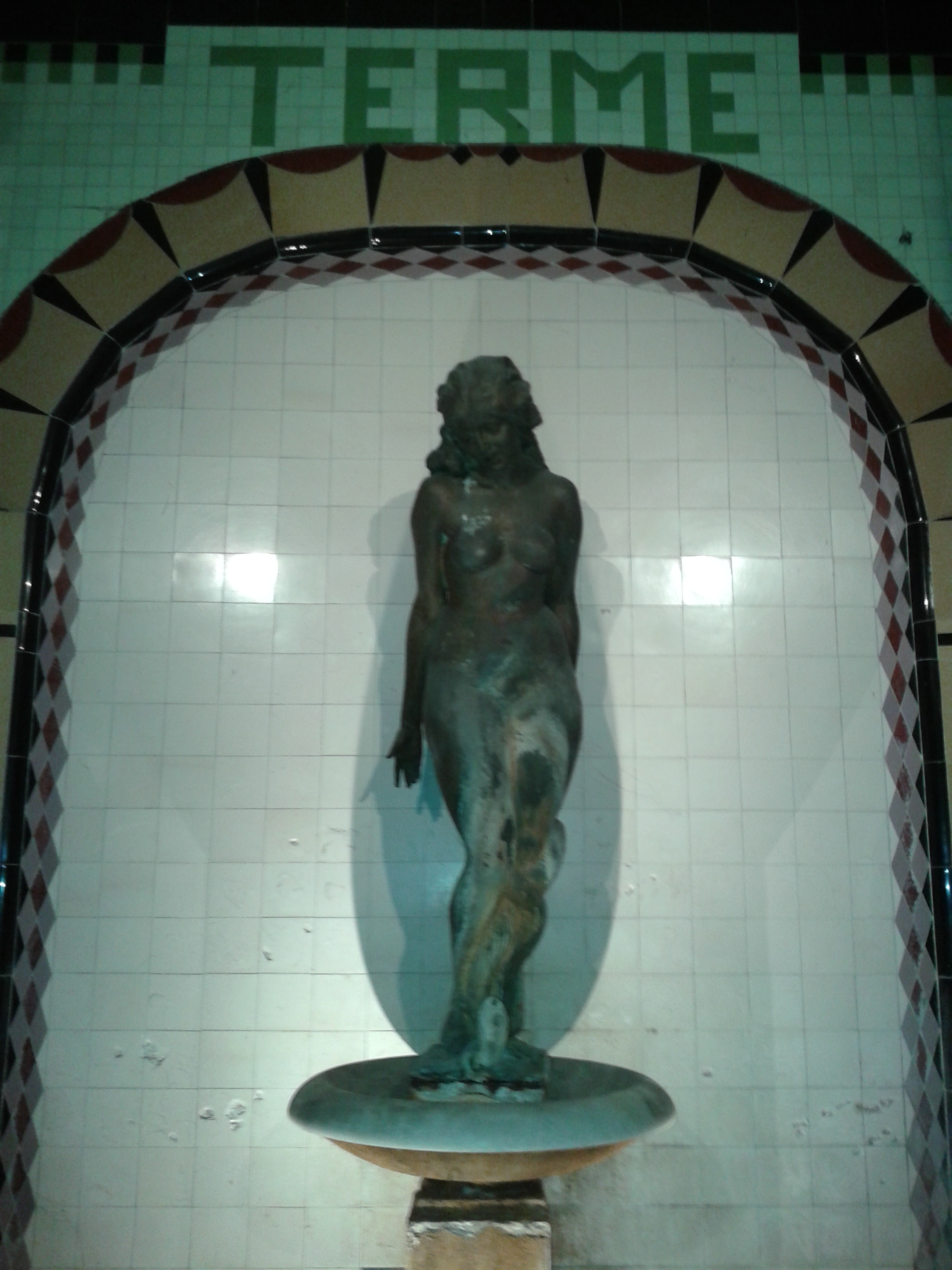
La dea Igea, Albergo Diurno Venezia, Milano, 1924
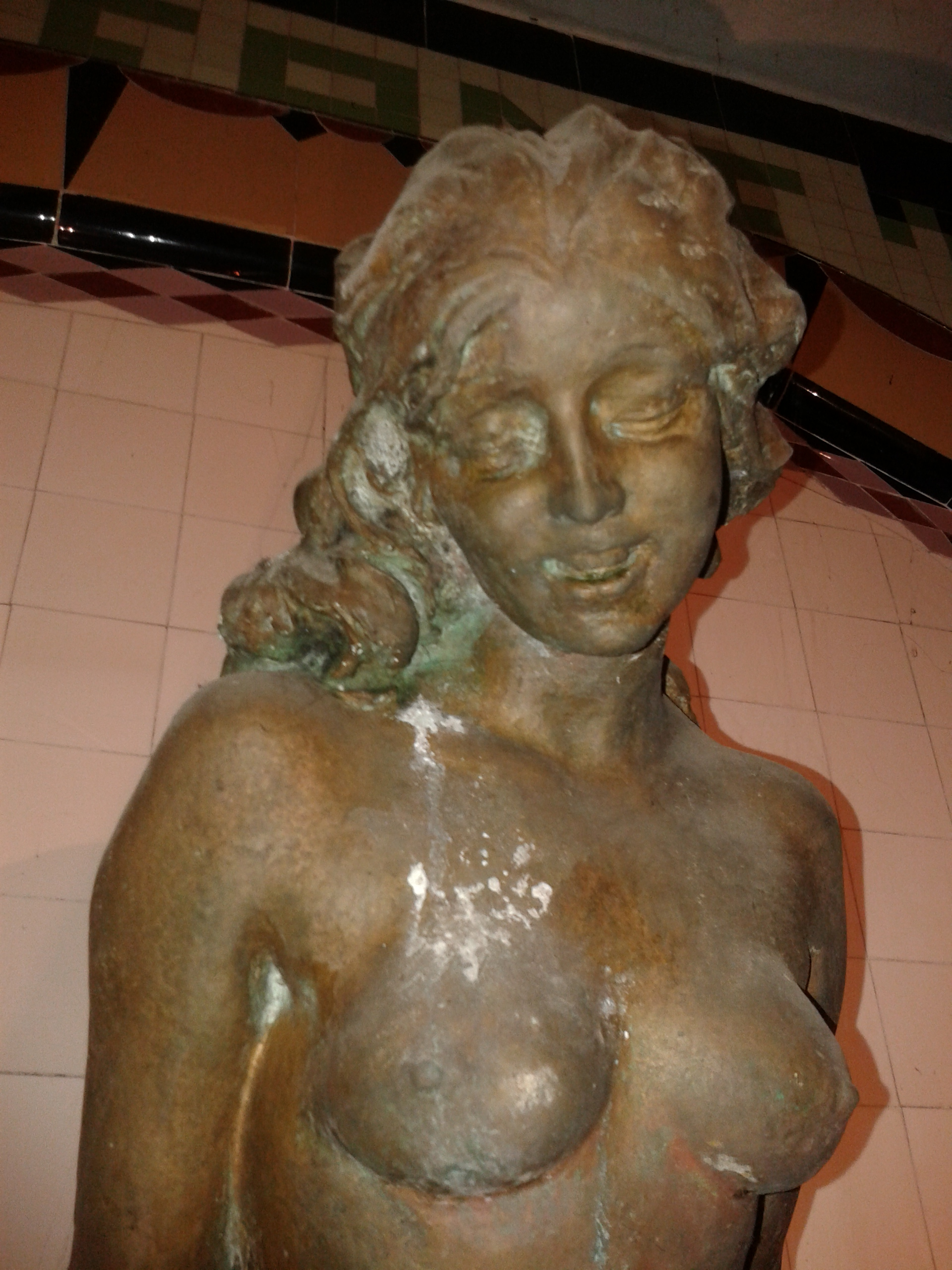
Un particolare della Dea Igea
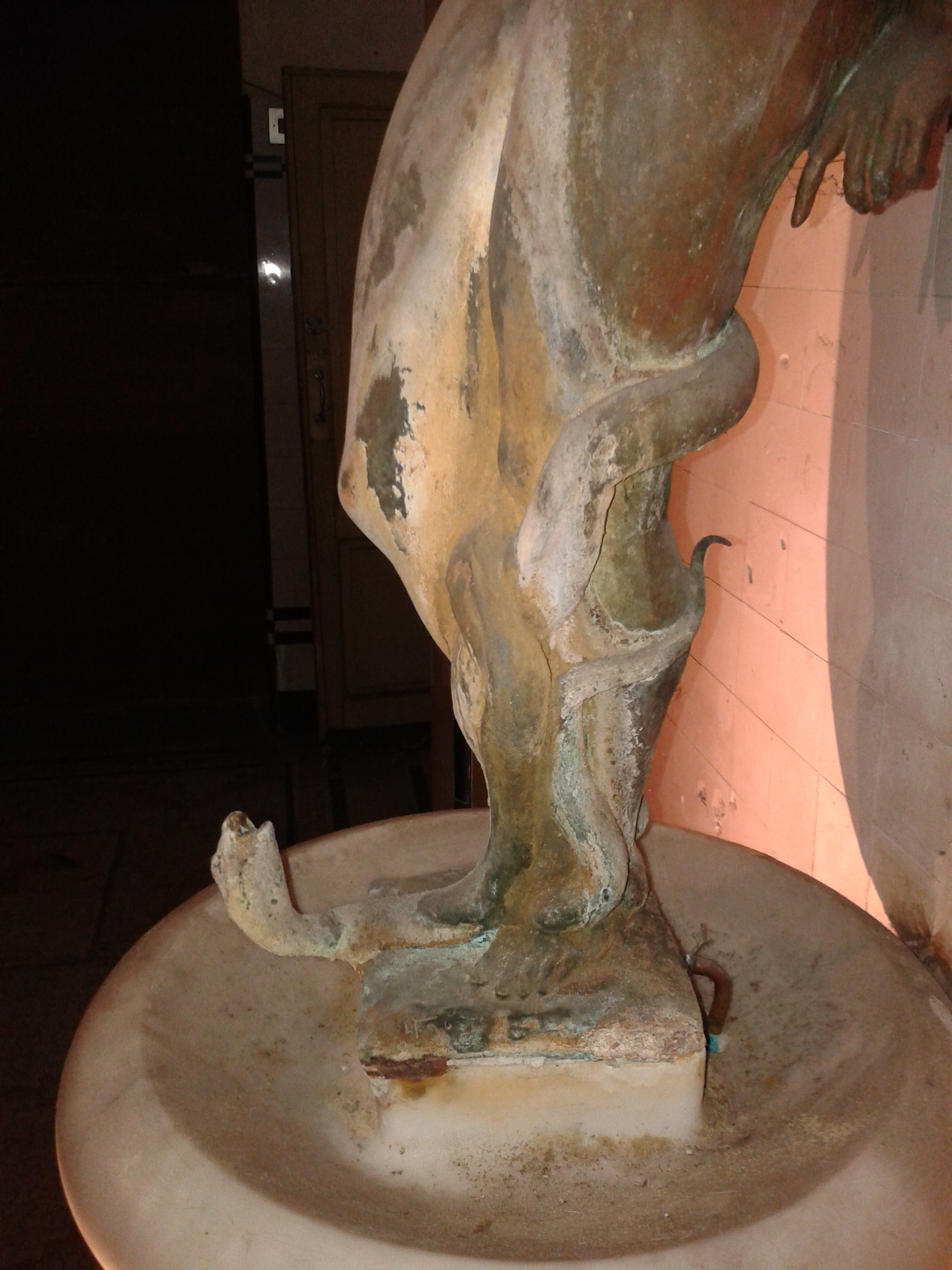
Il serpente della Dea Igea
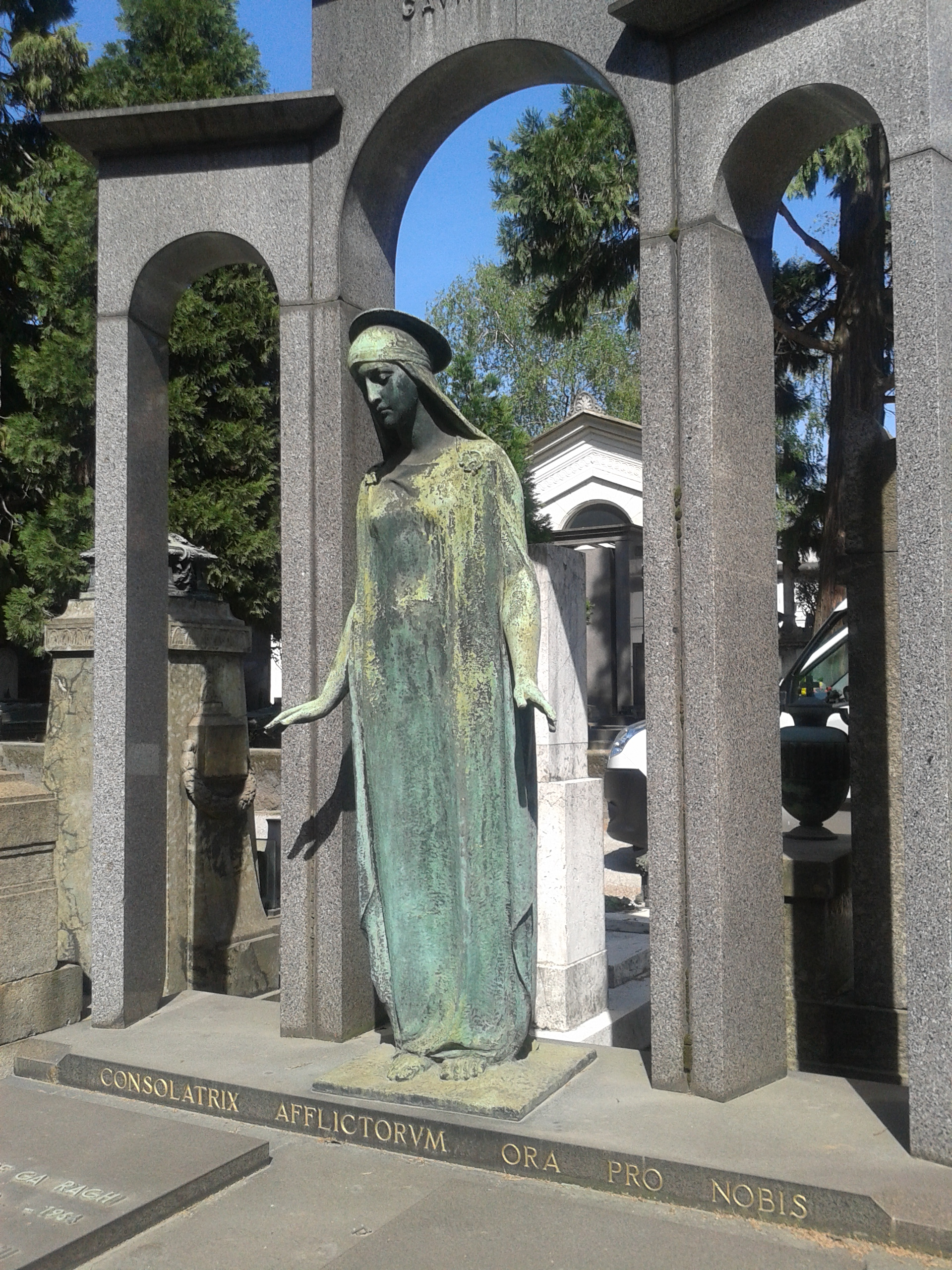
Tomba Gaviraghi, Cimitero Monumentale di Milano, 1940
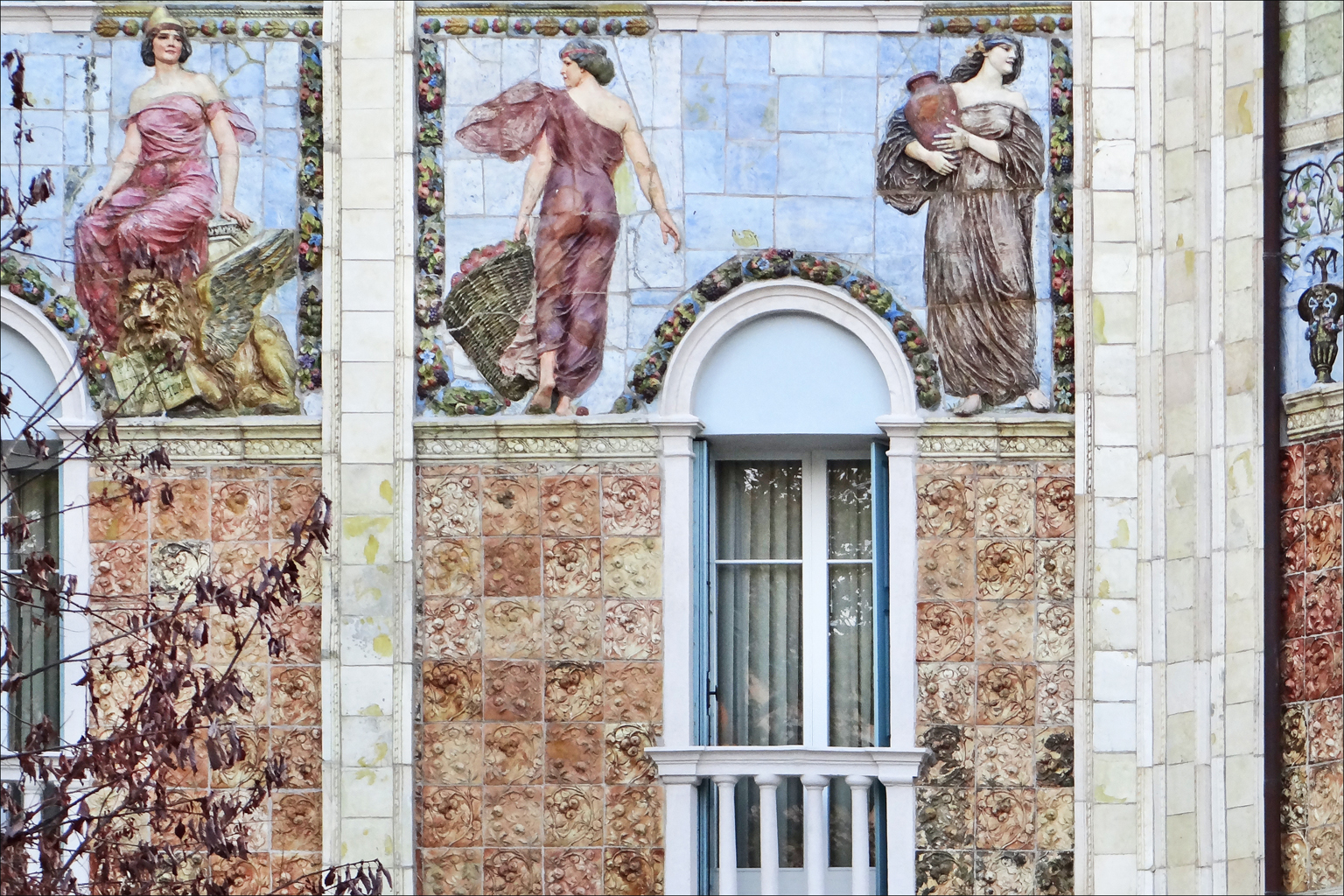
Facciata dell'Hotel Hungaria al Lido di Venezia, 1913-1916